# Fritz Walter Ekström
Fritz Walter Ekström, född 14 september 1871 i Vasa, död 28 april 1920 på Hyvinge sanatorium, var en finländsk jurist.
Efter att ha blivit student 1890 blev Ekström juris utriusque kandidat 1900 och juris doktor 1907. Han utnämndes 1909 till professor i romersk och internationell privaträtt samt juridisk encyklopedi vid Helsingfors universitet. Han var en av landets främsta vetenskapsmän på det juridiska området och publicerade en rad värdefulla avhandlingar och uppsatser, såsom Löftesmans regress till gäldenären och medlöftesmännen I–II (1907), Om villkorliga rättsärenden (i "Juridiska föreningens tidskrift", 1909), Om borgen (1910; tredje upplagan 1927), Internationellt privaträttsliga afhandlingar I–V (i "Juridiska föreningens tidskrift", 1912–14), Läran om viljans autonomi i den internationella privaträtten (i festskrift till Robert Hermanson 1916) och Sju internationellt privaträttsliga uppsatser (1920). Postumt utkom Privaträttens allmänna läror (utgiven av Einar Cavonius 1921–25).